# تسونادي
تسونادي هي واحدة من ثلاثي النينجا الأسطوري وهي كذلك الهوكاجي الخامس لكونوها ونينجا طبية من مستوى عال جدا وهي حفيدة الهوكاغي الأول هاشيراما سينجو.

## البطاقة الشخصية
- الاسم : تسونادي سينجو.
- العمر : 52 سنة.
- الانتماء :كونوها ورقة الشجر.
- الاقارب:ناواكي (أخ)وهو متوفي، ودان كاتو :خطيب تسونادي وهو أيضا متوفي.
- المدرب :الهوكاجي الثالث ساروتوبي هيروزين.
- زملاء الفريق : أوروتشيمارو و جيرايا.
- المرتبة : أحد النينجا الثلاثة الأسطوريين - الهوكاجي الخامس.

## ماضي تسونادي
تسونادي هي حفيدة الهوكاجي الأول وتلميذة الهوكاجي الثالث وكانت في فريقه الذي يشملها هي ,جيرايا وأوروشيمارو.
تعد تسونادي نابغة فقد أصبحت شونين في عمر جد شاب ألا وهو عمر 6 سنوات أي ثلاث سنوات أقل من ايتاشي أوتشيها عبقري عشيرة أوشيها.عندما بلغت سن 10 أعوام صارت تسونادي جونين.
خلال الحرب الكبرى بين النينجا وقعت معركة بين فرقة من نينجا كونوها بقيادة تسونادي وجيرايا وأوروشيمارو;و فرقة أخرى من قرية المطر بزعامة هانزو السلمندر أقوى نينجا على الإطلاق لكنه رغم قوته العظيمة لم يستطع القضاء على ثلاثة جونين مراهقين ألا وهم تسونادي ;جيرايا وأوروشيمارو فقرر هانزو أن يمنحهم لقب تشريفي وهو لقب ثلاثي النينجا الأسطوري.
دخلت تسونادي بعد ذلك في الأسطورة وازدادت مكانتها بعد ابتكارها لفن نينجا جديد وهو فن الطب الخاص بالنينجا واقترحت على الهوكاجي الثالث ومستشاريه فكرتها المتمثلة في ادخال نينجا مختص في الطب في كل تشكيلة رباعية لفرق النينجا.
نتائج هذه الطريقة سرعان ما ظهرت:نسبة نجاح المهمات تضاعفت عدة مرات والخسائر البشرية كانت في تناقص مستمر فما لبثت البلدان الأخرى وتبنت تلك الطريقة وسجل اسم تسونادي في التاريخ بأحرف من ذهب.
خلال حرب الشينوبي الثانية فقدت تسونادي أخاها الصغير ناواكي وكذلك خطيبها دان كاتو الذي رغم مهاراتها الفريدة في مجال الطب الخاص بالنينجا لم تستطع أن تنقذه من موت محتوم.

## قدراتها
نبغت تسونادي في مجال الطب الخاص بالنينجا واكتسبت شهرة عالمية حيث أنه لا يوجد مرض أو اصابة لا تستطيع علاجها.كما تتمتع تسونادي بقوة جسدية هائلة إذ أنها تستطيع تغيير بنية السطح أو تدمير أي شيء بضربة واحدة.
كما لدى تسونادي سلاح سري يتمثل في تقنية طبية تدعى ختم البياكوغو أو تقنية التجدد المطلقة التي تجمع بين ختم المئة شفاء والذي يحافظ بإستمرار على تخزين التشاكرا على مدى سنوات بفضل التحكم الدقيق في التشاكرا وتقنية البعث المحظورة والتي يمكنها دائما تجديد خلايا الجسمز وهذه التقنية محظورة الاستعمال وتسمح لها بتحرير كمية هائلة من الشاكرا مخزنة في ختم البياكوغو الموجود في جبهتها وتستخدمها في علاج نفسها أو علاج الآخرين من كل الجروح فهي أقرب إلى تقنية البعث منه إلى تقنيات الطب العادية ومما يعدها محظورة الاستعمال هو كونها تقلص من حياة تسونادي كل مرة تستعمل فيها.

## عودتها إلىكونوها
بعد موت الهوكاجي الثالث في اجتياح أوروشيمارو لكونوها تقرر منح تسونادي منصب الهوكاجي الخامس بعد رفض جيرايا للمنصب.
ذهب جيرايا وناروتو للبحث عنها ولما وجداها مع تلميذتها تشيزوني عرضا عليها المنصب لكنها رفضته وقالت لهما «من يريد تقلد منصب الهوكاجي يعتبر أحمق وغير واع» كما أخبرتهما بأن أوروشيمارو طلب منها علاج يديه الذي فقد القدرة على استخدامهما بعد أن تلقى ختم الموت من الهوكاجي الثالث خلال معركتهما وأنه أمهلها مدة أسبوع للتفكير ولما حاول جيرايا ردعها خدرته ولما حاولت شيزوني منعها أفقدتها وعيها.
رفضت تسونادي عرض أوروشيمارو المتمثل في احياء أخيها وخطيبها المتوفيين مقابل العلاج ودخلت في معركة شرسة ضده وضد مساعده كابوتو والتحق بالمعركة كل من ناروتو وجيرايا وشيزوني ودارت معركة طاحنة بين الثلاثي الأسطوري وخاصة بين تسونادي مستخدمة تقنية التجدد المطلقة المحرمة وبين أوروشيمارو انتهت بالفوز الساحق لتسونادي وهرب أوروشيمارو وكابوتو.
بعدها عادت تسونادي إلى كونوها وأصبحت الهوكاجي الخامس مما سمح لها بإعادة بناء كونوها وترتيب الأمور هناك.

## إنجازات الهوكاجي الخامس
مباشرة بعد وصولها إلى كونوها قامت تسونادي بعلاج كل من كاكاشي وساسوكي لكن حالة روك لي الميؤوسة دفعت بها إلى استخدام عبقريتها لرفع نسبة نجاح العملية من 50% إلى 58% في أقل من يومين مما يدل على مهارتها.
بعد فشل المهمة التي أداها شيكامارو- شوجي- نيجي- كيبا وناروتو المتمثلة في إعادة ساسوكي الذي التحق بأوروشيمارو تعرض كل من شوجي ونيجي إلى اصابات بليغة وأصبحت حالتهما شبه ميؤوس منها.
لكن تسونادي استطاعت أن تنقذ شوجي وكلفت تلميذتها شيزوني وهي نينجا مختصة في الطب وماهرة بإجراء عملية طارئة لإنقاذ نيجي كللت بالنجاح.

## تسونادي في ناروتو شيبودن (الجزء 2)
خلال الجزء الثاني أعلنت كونوها الحرب على أعضاء المنظمة الإجرامية أكاتسوكي التي خطفت شهاب قرية الرمل غارا وحققت عدة انتصارات عليها بفضل حنكة تسونادي وخبرتها الحربية والمعلومات القيمة التي كان جيرايا يجمعها.نتيجة لذلك لقي كل من ساسوري - دايدارا - هيدان - كاكوزو حتفهم وهم أعضاء فعالون من منظمة أكاتسوكي.
بعد الخسائر التي ألحقتها تسونادي وكونوها بالمنظمة، قرر زعيم المنظمة باين شن هجوم على كونوها هو ورفيقته كونان فقط واستطاعا أن يقتلا كلا من كاكاشي وشيزوني وعددا كبيرا من النينجا.
استدعت تسونادي كاتسويو وأمرتها بالتصاق بكل جريح من كونوها حتي يتسنى لها علاجه مستخدمة تقنية البعث المحظورة.
قام ناروتو باقناع زعيم المنظمة بضرورة احلال السلام فقام الزعيم بعقد صفقة مع الموت تتمثل في احياء كل من قتل في المعركة مقابل حياته مما يعد تحولا.
بعد أن استهلكت تسونادي كل طاقتها وكل كمية الشاكرا المتوفر لديها والمخزن في الختم الموجود في جبينها لإنقاذ كونوها، دخلت تسونادي في حالة غيبوبة.
بعد مرور فترة من الزمن وعندما تم ترشيح كاكاشي لخلافة دانزو في منصب الهوكاجي استعادت تسونادي وعيها مما يخولها استعادة مهامها بعد تعافيها.

## تقنياتها
- تقنية الكف الخارقة : هي أساس الطب الخاص بالنينجا، تستخدم في علاج الجروح البسيطة وتقديم الإسعافات الأولية.
- تخريب الجهاز العصبي : تحول تسونادي الشاكرا إلى ذبذبات كهربائية وتخرب بفضلها الجهاز العصبي للعدو.
- القوة الجسدية الهيرقلية : بضربة واحدة تحدث تسونادي أضرارا بليغة بكل ما يحيط.
- ختم التخزين : تخزن تسونادي كميات هائلة من الشاكرا في ختمة بشكل معين أزرق في جبينها.
- تحطيم الختم : بفضل هذه التقنية تحرر تسونادي كل الشاكرا المخزن في الختم دفعة واحدة.
- تقنية البعث المحظورة : قامت تسونادي بابتكار هذه التقنية وطورتها سرا وتمكن تسونادي، بعد تحرير الشاكرا المخزن، من رفع قدراتها القتالية إلى ما فوق حدودها العادية كما تسمح لها بعلاج نفسها أو علاج آخرين من كل الجراح والاصابات مهما كانت خطيرة.إلا أنها سلاح ذو حدين إذ أن حياة تسونادي تتقلص عند كل استعمال.
- تقنية الاستدعاء : بإمكان تسونادي أن تستدعي اليرقانات مثل كاتسويو.
- تجديد الخلايا : بفضل هذه التقنية تستطيع تسونادي أن تحيي خلايا ميتة أو تجديد خلايا مفقودة.استحدمت لعلاج روك لي.